# Фарерська Вікіпедія
Фарерська Вікіпедія (фар. Føroysk Wikipedia) — розділ Вікіпедії фарерською мовою. Створена у 2004 році. Фарерська Вікіпедія станом на 27 березня 2025 року містить 14 153 статті, 32 063 зареєстрованих користувачів, 42 активних дописувачів, 3 адміністраторів
. Загальна кількість сторінок в фарерській Вікіпедії — 41 022, редагувань — 383 703, мультимедійні файли відсутні
. Глибина (рівень розвитку мовного розділу) фарерської Вікіпедії середня і становить 33.7 пунктів
. 

## Історія
- Жовтень 2004 — створена 100-та стаття[3].
- Вересень 2005 — створена 1 000-на стаття[3].
- Травень 2014 — створена 10 000-на стаття[3].